# Graffiti 2
Graffiti 2 es una nueva versión del sistema de reconocimiento de escritura manual del Palm OS, Graffiti. Aparece con la versión de Palm OS 4.1.2 para equipos basados en Motorola Dragonball y con Palm OS 5.2 para los basados en ARM.
La principal razón del cambio es el hecho de que en abril de 1997, Xerox demandó a PalmSource por su uso de Graffiti. Después de una lucha legal que se prolongó varios años, y pese a la desestimación del caso por un juez federal, Xerox ganó un recurso ante la Corte de Apelaciones de Estados Unidos a finales de 2001.
El 13 de enero de 2003, PalmSource anunció el cambio explicando que Graffiti 2 se basa en el programa Jot de Communication Intelligence Corporation (CIC). En su nota de prensa PalmSource sostuvo que Jot y Graffiti 2 siguen más de cerca la forma de dibujo natural de letras y números que el original Graffiti, y que la reducción de la curva de aprendizaje puede atraer nuevos usuarios a la plataforma.
Jot ya se vendía por la propia CIC como un sustituto de Graffiti para los usuarios de Palm OS y había sido versionado para otras plataformas, estando disponible del mismo modo para Windows CE y EPOC e incluso se había licenciado a fabricantes con en el Ericsson R380.
Pero el cambio dejó descontentos a muchos antiguos usuarios de Graffiti, que estaban muy contentos con su versión, mucho más fácil de usar (aunque quizás no de aprender) según el argumento más utilizado.
La cuestión más importante era el número de trazos con el stylus necesarios para introducir un carácter. El original software de reconocimiento Graffiti requiere de un solo trazo de lápiz para casi todos los caracteres alfanuméricos. Graffiti 2, sin embargo, requiere que el usuario realice dos pasos con el fin de crear muchos caracteres de uso común. Esto fue visto como un montón de trabajo adicional, especialmente si se considera la i y la t son dos de los caracteres afectados.
Finalmente se distribuyó un "hack" entre los usuarios avanzados de Palm que permitió forzar al sistema operativo a ejecutar la antigua versión de Graffiti. Se trataba de una simple copia de archivos (sustituir por las viejas bibliotecas las que venían con el equipo, hasta que al emplear el Graffiti hackeado con el navegador web Blazer, al carecer esta bibliotecas de una función de Graffiti 2, cuando se introduce texto causa el cuelgue de la PDA. El truco, sin embargo, funciona con todas las otras aplicaciones sin problemas.